# 니이야마촌
니이야마촌(仁比山村)은 사가현 간자키군에 설치되었던 촌이다. 현재의 간자키시에 해당한다.